# Беклемишево (Московская область)
Беклемишево — деревня в Дмитровском районе Московской области, в составе Сельского поселения Костинское. До 2006 года Беклемишево входило в состав Гришинского сельского округа.

## Расположение
Деревня расположена в юго-восточной части района, примерно в 16 км на юго-восток от Дмитрова, по правому берегу безымянного притока реки Камарихи (левый приток Яхромы), высота центра над уровнем моря 220 м. Ближайшие населённые пункты — Хорьяково на западе, Никулино на севере, Кекишево на северо-востоке, Благодать на юго-востоке.

## Население
| 2002 | 2006 | 2010 |
| ---- | ---- | ---- |
| 14   | ↘7   | ↗21  |